# Трубочкин, Иван Валерьевич
Иван Валерьевич Трубочкин (укр. Іван Валерійович Трубочкін; род. 17 марта 1993, Киев) — украинский футболист, правый защитник.

## Биография
С 7-летнего возраста начал заниматься футболом в школе «Смена-Оболонь», а в 9-летнем возрасте перешёл в киевское «Динамо», тренеры — Валерий Шабельников и Евгений Рудаков. В весенней части сезона 2009/10 дебютировал в составе дубля киевлян в молодёжном первенстве, а всего за четыре сезона сыграл 75 матчей и забил 2 гола. С 2013 года в течение трёх сезонов играл за «Динамо-2» в первой лиге, провёл 68 матчей и забил один гол. Был капитаном «Динамо-2».
Летом 2016 года перешёл в шведский клуб третьего дивизиона «Умео», где за полсезона сыграл 7 матчей и забил один гол. В первой половине 2017 года играл в высшей лиге Белоруссии за «Крумкачи» (10 матчей).
Летом 2017 года вернулся на Украину и присоединился к киевскому «Арсеналу», игравшему в первой лиге. В сезоне 2017/18 принял участие в 18 матчах, забил один гол и стал со своим клубом победителем первой лиги.
В 2018 году перешёл в одесский «Черноморец». Дебютный матч в высшей лиге сыграл 23 июля 2018 года против донецкого «Олимпика». Всего за сезон сыграл 25 матчей, а его клуб вылетел из высшей лиги. Летом 2019 года перешёл в донецкий «Олимпик», но в осенней части следующего сезона сыграл только 3 матча и покинул клуб.
В начале 2020 года перешёл в тбилисское «Динамо». Чемпион Грузии 2020 года.
Выступал за сборные Украины младших возрастов с 16 до 21 года.

## Достижения
«Арсенал» (Киев)
- Победитель Первой лиги Украины: 2017/18

«Динамо» (Тбилиси)
- Чемпион Грузии: 2020